# 珀珀爾舍河
51°38′6.11″N 8°23′25.84″E / 51.6350306°N 8.3905111°E

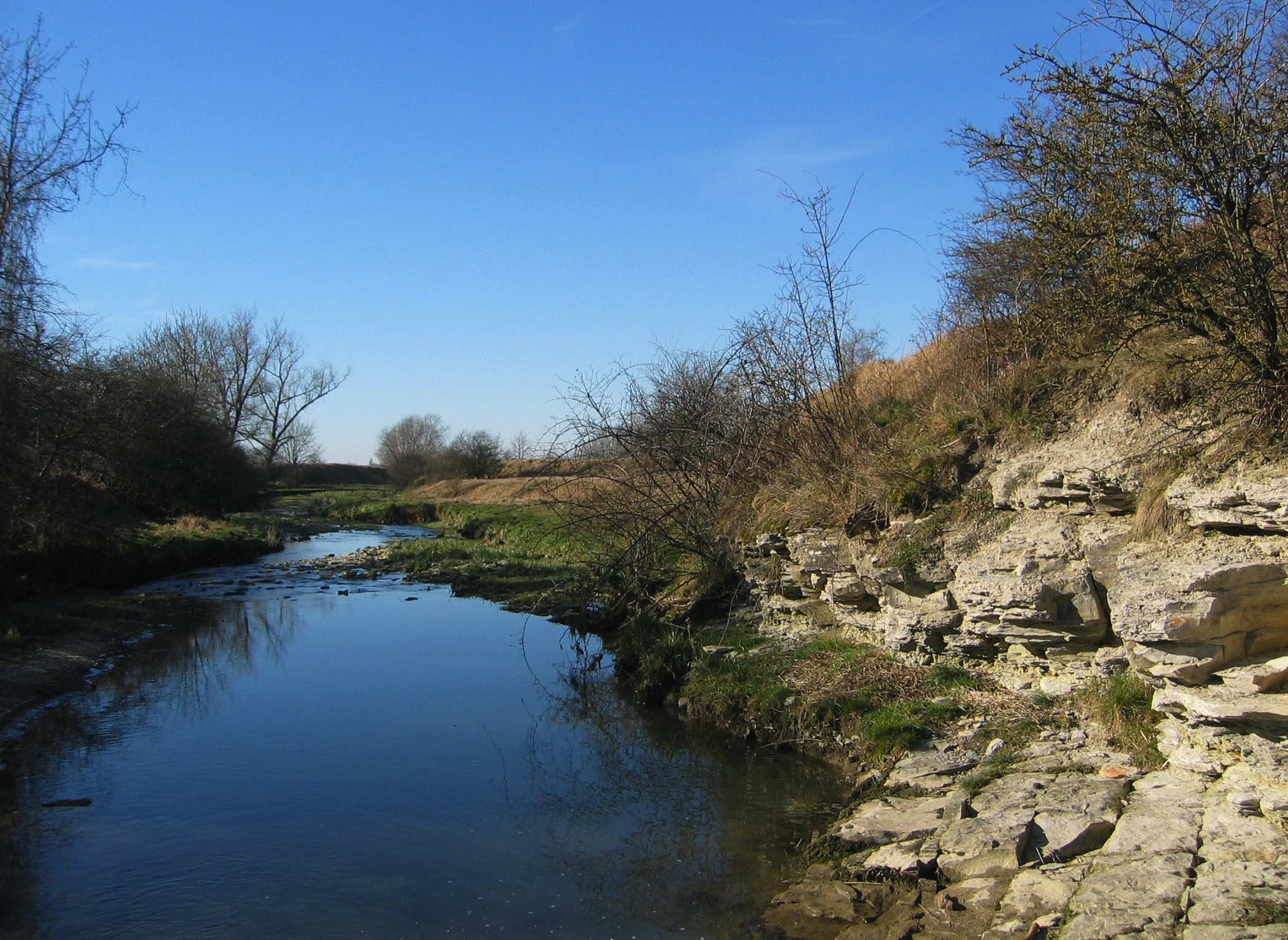
珀珀爾舍河

珀珀爾舍河（德語：Pöppelsche），是德國的河流，位於該國西部，處於北萊茵-威斯特法倫州，屬於吉瑟勒河的支流，河道全長16.7公里，流域面積51平方公里。